# Charles Cunat
Charles-Marie Cunat, né à Saint-Malo le 20 mai 1789 et décédé le 21 février 1862 dans la même ville, était un officier de marine français, historien de la marine.

## Biographie
Charles Cunat a commencé à naviguer à l'âge de 16 ans sur le bateau-corsaire Napoléon, sur lequel il a combattu dans deux batailles. En 1808, il s'engage sur le corsaire Deux-Sœurs. Il a été fait prisonnier et les Britanniques l'ont envoyé à Pondichéry.
Libéré sur parole en 1809, il retourne à l'île Maurice. L'année suivante, il s'engage comme artilleur en chef sur la frégate Minerve, sous les ordres du capitaine Bouvet. Il a participé à toutes les batailles de Minerve, et a subi deux blessures à l'épaule et à l'œil. Après l'invasion de l'île de France à la fin de 1810, il revient en France et obtient le grade d'enseigne en 1811. Il est alors affecté sur un vaisseau de ligne à Anvers. Pendant le siège d'Anvers en 1814, Bouvet a combattu à terre, menant un peloton de 25 hommes.
Après la Restauration des Bourbons, il s'installe à Maurice, se retire de la marine, devient armateur du Latchimie et effectue plusieurs voyages dans l'océan Indien.
De retour en France pour subvenir aux besoins de sa femme malade, Charles Cunat continue à naviguer sur des navires marchands en tant que capitaine du Noémi. Après la mort de sa femme, il se remarie et s'installe à Saint-Malo en 1835 pour élever ses enfants. De 1835 à 1862, il occupe les fonctions d'adjoint au maire de la ville de Saint-Malo, jusqu'à sa mort.
Durant ses années il écrit des livres d'histoire sur la ville de Saint-Malo ou encore les malouins célèbres.

## Ouvrages

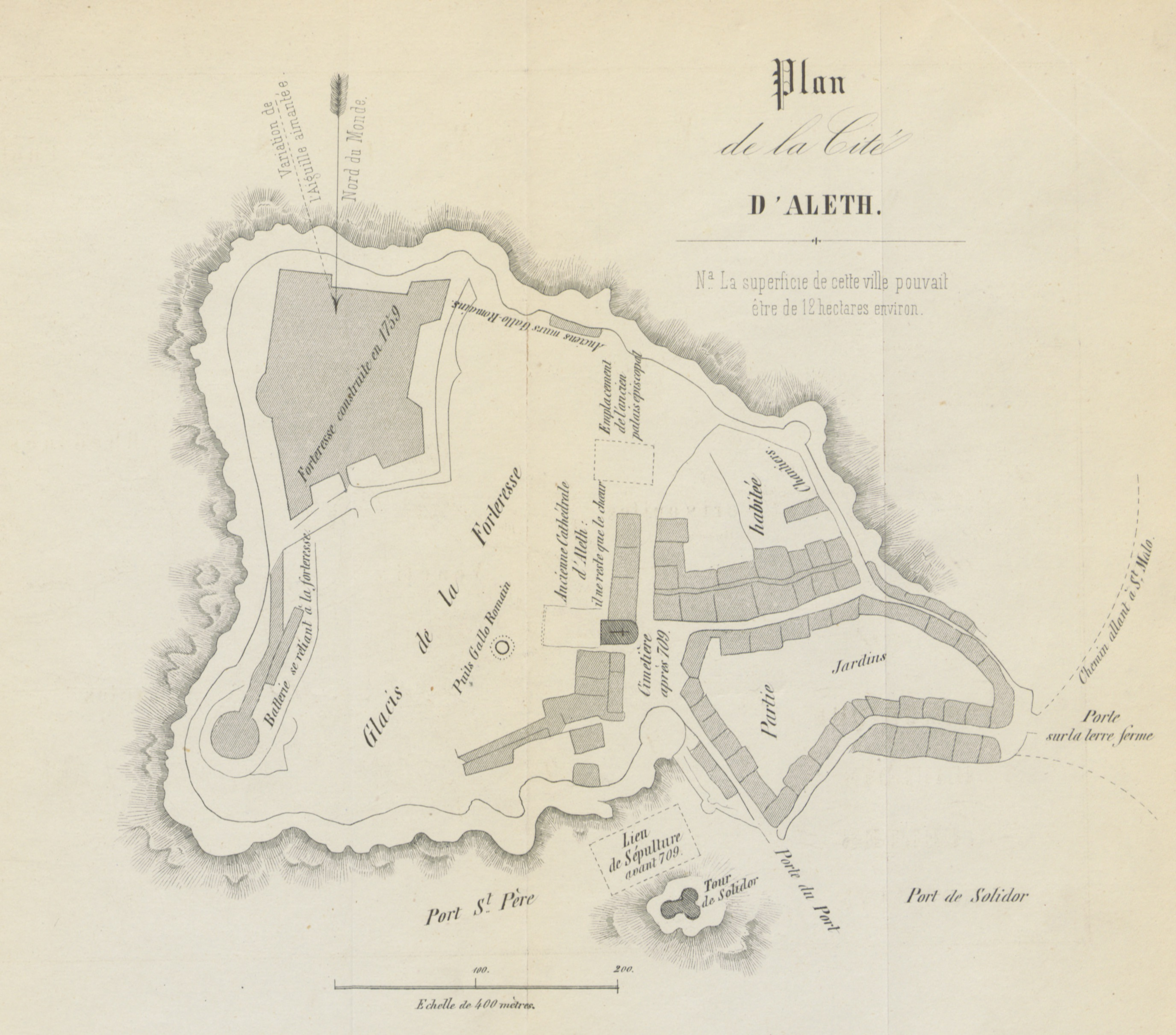
Carte publiée dans l'ouvrage Histoire de la cite d'Aleth, pour servir d'introduction à l'histoire de Saint-Malo, publié en 1851.

### Biographie de Robert Surcouf
Il est auteur d'une biographie de Robert Surcouf, intitulée Histoire de Robert Surcouf et éditée pour la première fois en 1842. Les deux personnalités sont contemporaines l'une de l'autre, Charles Cunat ayant côtoyé Robert Surcouf.

### Biographie de Pierre André de Suffren
Il a rédige une biographie de Pierre André de Suffren, aussi appelé "le bailli de Suffren", l'ouvrage est publié en 1852.

### Histoire des marins de Saint-Malo
Il a également rédigé un ouvrage sur l'histoire des marins célèbres de la ville de Saint-Malo, avec un historique de la ville. Le livre, publié en 1857, est intitulé Saint-Malo illustré par ses marins précédé d'une notice historique sur cette ville, depuis sa fondation jusqu'à nos jours. Par cet écrit, il contribue à produire une histoire « légendaire » de la ville, par le récit d'une succession d'événements et des biographies des marins en tant que « grands hommes ». Ce livre est précédé de l'ouvrage Histoire de la cité d'Aleth : pour servir d'introduction à l'histoire de Saint-Malo, publié en 1851.

## Distinction
En 1830, il reçoit la Légion d'honneur.